# 吲哚洛尔
吲哚洛尔（商品名：Visken、心得乐等）是一种有机化合物，化学式为C14H20N2O2，可作为非选择性β受体阻滞剂来治疗高血壓。